# Oxychilus basajauna
Oxychilus basajauna es una especie de molusco gasterópodo de la familia Oxychilidae en el orden de los Stylommatophora.

## Distribución geográfica
Es una especie de distribución europea.